# Les veus del Pamano
Les veus del Pamano és una novel·la de Jaume Cabré publicada originalment en català el 2004 per Edicions Proa a Barcelona. En català se n'han venut més de 100.000 exemplars i ha estat traduïda a dotze llengües amb un notable èxit internacional, especialment després de la Fira del Llibre de Frankfurt de 2007 (la traducció alemanya ha venut més de mig milió d'exemplars).

## Argument
La història d'aquesta novel·la arrenca als anys quaranta a Torena, un poble de ficció situat a la vall d'Àssua, al Pallars Sobirà, i arriba fins als nostres dies, amb un fris de personatges com el mestre Oriol Fontelles, la fotògrafa Tina Bros, la senyora Elisenda Vilabrú o el falangista Targa, alcalde de Torena. La memòria històrica, la impossibilitat del perdó o la por a l'oblit són alguns dels temes que apareixen en el text.

## Estructura
Tres fils argumentals ubicats cronològicament en tres etapes diferents, que comparteixen de forma transversal els personatges, s'entrellacen per construir la història. Aquests fils són:
- En els primers anys del franquisme, la vida del mestre Fontelles al poble de Torena.
- En la transició, el canvi de règim i la reescriptura de la biografia del mestre per influència de la senyora Elisenda Vilabrú de casa Gravat.
- En l'època contemporània, la reconstrucció de la vida del mestre amb la investigació de la fotògrafa Tina Bros.

## Premis
- Premi de la Crítica, 2005.
- Premi El setè cel, 2007.

## Adaptacions audiovisuals
El 16 de novembre del 2009, TV3 va estrenar una minisèrie de 2 capítols basada en la novel·la i dirigida per Lluís Maria Güell. Ha rebut el premi al millor film i al millor guió al festival internacional de cinema de televisió de Xangai de 2010
i va ser finalista als Banff World Television Awards.

## Traduccions deLes veus del Pamano
- Hongarès: A Pamano zúgása (trad: Tomcsányi Zsuzsanna). Budapest: Európa könyvkiadó, 2006.
- Castellà: Las voces del Pamano (trad.: Palmira Feixas). Barcelona: Ed. Destino, 2007.
- Alemany: Die Stimmen des Flusses (trad.: Kirsten Brandt). Frankfurt: Insel Verlag, 2007.
- Neerlandès: De stemmen van de Pamano (trad.: Pieter Lamberts & Joan Garrit). Utrecht: uitgeverij Signature, 2007.
- Italià: Le voci del fiume (trad.: Stefania Maria Ciminelli). Roma: La Nuova Frontiera, 2007.
- Portuguès: As vozes do rio Pamano (trad.: Jorge Fallorca). Lisboa: Tinta da China ediçôes, 2008.
- Grec: Οι φωνές του ποταμού Παμάνο (trad. Evriviadis Sofós). Atenes: Papyros Public Group, 2008.
- Romanès: Vocile lui Pamano (trad. Jana Balacciu Matei). Bucarest: Editura Meronia, 2008.
- Francès: Les voix du Pamano (trad.: Bernard Lesfargues). París: Christian Bourgois Éditeur, 2009.
- Noruec: Stemmene fra Pamano (trad.: Kjell Risvik). Oslo: Cappelens Forlag, 2009.
- Eslovè: Šumenje Pamana (trad.: Veronika Rot). Ljubljana: Učila International, 2010.
- Croat: Glasovi Pamana (trad.: Boris Dumančić). Zaprešić: Fraktura, 2012.
- Polonès: Głosy Pamano (trad.: Anna Sawicka). Varsòvia: Wydawnictwo Marginesy, 2014.
- Serbi: Glasovi reke. (trad.: Silvija Monros Stojaković). Laguna. Belgrad, 2014.
- Xinès: 河流之聲 (trad. Wen-Yuan Chang) Taipei: Nanfan Chiayuan, Co. Ltd., 2015.
- Rus: Голоса Памано (trad.: Elena Zernova). Moscou: Иностранка, Азбука-Аттикус, 2017.
- Suec: Rösterna från floden (trad. Maria Cederroth). Malmö: Nilsson förlag, 2019.
- Ucraïnès: голоси Памано (trad.; Petro Tarashchuk). Kíiv: Folio Publishers, 2022